# Фенология
Феноло́гия (от греч. φαινόμενα — явления) — система знаний и совокупность сведений о сезонных явлениях природы, сроках их наступления и причинах, определяющих эти сроки, а также наука о пространственно-временных закономерностях циклических изменений природных объектов и их комплексов, связанных с годичным движением Земли вокруг Солнца. Термин был предложен в 1853 году бельгийским ботаником Шарлем Морраном.

## Феноиндикаторы
Наблюдение за сезонными изменениями фенологи производят на основе феноиндикаторов — заметных природных явлений, например, появления и изменения цвета листьев растений, цветения деревьев. Смена фаз жизненного цикла растений характеризует наступление той или иной фазы в сезонном развитии живой природы.
Для использования более формальных и универсальных показателей рассматривают величины среднесуточной температуры воздуха (существенно определяющие природные явления), сумму активных температур. Так, устойчивый переход к среднесуточной температуре выше нуля по Цельсию считают климатическим наступлением весны, выше 15 градусов — наступлением лета.
Рассматривая более узкие переходы показателей температуры, через 5 градусов Цельсия, в каждом сезоне выделяют более короткие периоды — фенологические фазы. Они имеют свой набор природных феноменов (явлений), позволяющих отличить одну фазу от другой.
Фазы по наиболее характерным явлениям имеют названия, закреплённые в народных календарях.

## Сезоны и фазы (подсезоны)
Сезоны в фенологии соответствуют временам года с той разницей, что начало и окончание сезона определяется из наблюдений за природой, а не календарём. В каждом сезоне выделяют более короткие периоды — фенологические фазы. Они имеют свой набор природных феноменов (явлений), позволяющих отличить одну фазу от другой. Ниже приведены сезоны для средней полосы европейской части России.

### Весна
Весенний сезон состоит из четырёх подсезонов, каждый из который характеризуется собственными феноиндикаторами.

#### 1-й, весна света
Таяние снега, по Михаилу Пришвину — «весна света», — начинается с появления первых проталин в поле, а заканчивается с началом цветения ольхи серой и орешника-лещины. В течение этого подсезона прилетают грачи, чайки, скворцы и жаворонки. Начинается сокодвижение и набухание почек клёнов и берёз. Сходит и совсем исчезает снежный покров на полях, водоёмы начинают очищаться ото льда.
В этот же период заканчивается рыбалка по последнему льду и начинается ловля рыб по открытой воде. В течение этого подсезона некоторые виды рыб (щука, язь, елец, подуст, жерех, ёрш) готовятся и кое-где приступают к нересту. В некоторых местах уже неплохо ловятся плотва, язь и лещ.

#### 2-й, оживление весны
Оживление весны — начинается с зацветания серой ольхи. Хороший индикатор начала этого подсезона для городских жителей — желтеющая на глинистых пустырях мать-и-мачеха. В Центральном районе, как правило, начало этих явлений приходится на 15—20 апреля.
Происходит окончательное освобождение водоёмов ото льда, подсыхает сверху почва, многие просёлочные дороги становятся проходимыми и доступными для транспорта, открывается путь рыболовам в самые малодоступные и глухие места.
В этом подсезоне прилетают журавли и вальдшнепы, вылетают шмели (комары-толкунцы, мухи и первые бабочки появляются раньше), уже порою раздаются «песни» лягушек. Оживляются дождевые черви. Заканчивают нерест щука и язь, продолжают ёрш и жерех и начинают окунь и лещ (старшие возрастные группы, самые крупные, так называемые «берёзовики»).
Заканчивается с облиствением берёзы и «пылением» вяза.

#### 3-й, разгар весны
Разгар весны начинается с момента, когда зазеленела берёза. В это время, в течение примерно двух декад, продолжается нарастание тепла. Всё жарче дни и теплее ночи. «Идёт, гудёт зелёный шум», как сказал поэт. Гуще зеленеют деревья и кустарники, цветёт черёмуха, зацветают фруктовые сады. Всё больше становится насекомых, прилетают певчие птицы, питающиеся ими.
На лугах, в лесах, в поле всё буйно зеленеет и цветёт: одуванчик, крыжовник, земляника, красная смородина, черника, купальница, ландыш, красный клевер… В прибрежных зарослях поют соловьи, а в лугах и поле можно уже услышать коростеля-дергача и перепела.
Это всё приметы: начинается жор щуки, ловятся лещ, частично успевший отнереститься, и голавль. В некоторых местах язи ещё заканчивают нерест, а продолжают его плотва и подуст. Кое-где начинает уже хорошо, но ещё периодически, нерегулярно, брать карась.
Завершается период зацветанием рябины и лиловой сирени, и эти же явления позволяют начать отсчёт времени последнего подсезона весны, длящегося, как и предыдущий, тоже около двух декад.

#### 4-й, весна зелёной травы
Предлетье, «весна зелёной травы» — заканчивается цветение фруктовых садов, выколашиваются озимая рожь и луговые злаки, в сырых местах зацветает незабудка, а на суходолах — нивяник-поповник (называемый в просторечии ромашкой, «любит-не-любит»). Все эти явления совпадают по времени с вылетом стрекоз.

### Лето
Летний сезон делится на три подсезона.

#### 1-й, начало лета
Начало лета — зацветает шиповник, калина и чубушник, в полях зацветают рожь, василёк и льнянка в поле, на воде распускаются белые кувшинки. Воздух прогревается и становится всё теплее, стоят самые длинные в году дни. К этому времени прогревается вода в больших водоёмах — озёрах и водохранилищах.

#### 2-й, полное лето
Полное лето — основной летний подсезон, начинается с зацветания липы мелколистной (в Центральной России обычно между 5 и 15 июля, но в больших городах это происходит раньше, что обязательно следует учитывать). Попутными указателями могут служить созревание красной и чёрной смородины, садовой земляники (лесная опережает её, начиная краснеть вскоре после расцвета шиповника), а в лесу — черники. Стихают соловьи, умолкают кукушки (по народным приметам их слышно до Петрова дня), на выгонах и городских газонах голубеет цикорий и желтеет уже кое-где пижма. Появляется масса кузнечиков.

#### 3-й, спад лета
Спад лета. В этом подсезоне в лесу начинает попадаться спелая брусника. Уже заметно удлинились ночи, на заре выпадают холодные росы. Постепенно начинает охлаждаться вода. В этот же период успевает подрасти отава (трава, срезанная во время сенокоса).

### Осень
Осень на европейской территории России длится чуть больше трёх месяцев, распадаясь условно на три подсезона.

#### 1-й, начало осени
Начало осени — появляются первые жёлтых пряди в кронах берёз, лип и вязов, а заканчивается он тогда, когда число расцвеченных и зелёных листьев становится примерно равным, что чаще бывает в последней декаде сентября (но иногда, в тёплые и влажные осени, и в начале октября).
В лесах появляются опёнки, а в воздухе — летающая паутина, тенетник. Продолжает охлаждаться вода, но в больших водоёмах это происходит неравномерно, начиная с верхнего слоя.

#### 2-й, золотая осень
Золотая осень. В течение него листва на деревьях всё сильнее желтеет и начинается интенсивное опадение листвы. Постепенно оголяются леса, в южные области улетают стаи перелётных птиц, даже грачи и скворцы, кочующие по окрайкам полей и обочинам дорог, готовятся к отлёту.
С окончанием листопада у берёзы, осины и вяза начинается и длится глубокая осень. Она продолжается до первого снега (не летящего в воздухе, а того, что хотя бы на день или ночь покроет землю). Становится всё холоднее, пролетают к югу последние стаи гусей, лебедей и уток. Быстро охлаждаются приземный воздух и вода, обитатели которых проявляют всё меньше активности.

#### 3-й, предзимье
Предзимье — последний осенний подсезон, являющийся одновременно переходом к зиме, за что и получил своё название. Этот подсезон начинается от первого снега и заканчивается с установлением санного пути и ледостава на водоёмах.

### Зима
Этот сезон фенологи условно делят на три подсезона — первозимье, коренную зиму и перелом зимы. В это время растения находятся в глубоком покое, из всего многообразия пернатых остаются у нас лишь немногие, хорошо приспособленные к зимним тяготам и лишениям. Только не впадающие в спячку звери оживляют безмолвие зимнего леса. В целом сезон обычно длится с конца ноября до второй половины марта.

#### 1-й, первозимье
Первозимье. На водоёмах устанавливается прочный ледовый покров «счастье рыбаков», открывающий начало подлёдной рыбалки. Заканчивается период в двадцатых числах декабря, в дни зимнего солнцестояния. Вначале интенсивный, перволедный клёв ухудшается из-за уменьшения концентрации кислорода в воде.

#### 2-й, коренная зима
Коренная зима длится до февраля, когда начинает петь большая синица.

#### 3-й, перелом зимы
Перелом зимы начинается с увеличением продолжительности светового дня. Настает «весна света», звенит капель, растут сосульки, днём солнце уже заметно греет.

## Взаимосвязь природных явлений
Продолжительность фенологических сезонов и подсезонов зависит напрямую от географического положения местности и от ландшафта. Все фенологические фазы взаимосвязаны и наступают через определённые временны́е промежутки. Так, например, весеннее сокодвижение начинается раньше всего у остролистного клёна, а берёза (начало сокодвижения в ней, характеризующееся набуханием почек, является приметой для рыболовов, сигнализируя об активизации язя) отстает от него на две недели (средний срок — 8 апреля).
Огромное значение в сезонном развитии природных явлений имеет средняя суточная температура воздуха. Пока она не составит 5 градусов тепла, растения пребывают в вынужденном покое. И наоборот, как только повсеместно зацветет мать-и-мачеха и запылит серая ольха, становится очевидно, что температура приблизилась к этой отметке. Фенологи считают, что чем раньше зацветёт серая ольха (скажем, до 10 апреля при среднем сроке 16 апреля), тем более ранняя установится весна. Также следует учитывать, что большинство ранних вёсен бывают затяжными, с возвратом холодов. Кстати, хорошая весенняя примета — прилёт трясогузок. «Трясогузка прилетела — скоро лёд пойдёт», — это подмечено давно и весьма точно. Следом прилетают и чайки.
Весной одним из самых важных природных индикаторов в средней полосе России становится озеленение берёз. По времени наступления этого явления фенологи судят об общем количестве тепла в периоде роста и развития растений. В этом присутствует чёткая взаимосвязь — чем раньше зазеленеет берёза, тем длиннее будет тёплая часть года.
Цветение одуванчиков означает, что средняя суточная температура переходит отметку 10 градусов. Для агрономов и фенологов это очень важная дата, по наступлении которой они судят, каким сложится предстоящий сельскохозяйственный сезон. По специальному уравнению регрессии, которое приводится в книге А. Стрижева, специалисты рассчитывают количество общего тепла в периоде активной вегетации растений.
Фазы развития различных растений наступают поочередно, через определённые сроки. Так, например, верно зафиксировав дату зацветания орешника (которое почти совпадает с появлением мать-и-мачехи и зацветанием серой ольхи), можно узнать, когда приблизительно наступят остальные фенофазы. Берёза, к примеру, распускает листья на восемнадцатый день после цветения орешника и за пять дней до начала цветения одуванчика (то есть перехода средней суточной температуры через отметку 10 градусов).